# Les Esseintes
Les Esseintes – miejscowość i gmina we Francji, w regionie Nowa Akwitania, w departamencie Żyronda.
Według danych na rok 1990 gminę zamieszkiwały 194 osoby, a gęstość zaludnienia wynosiła 38 osób/km² (wśród 2290 gmin Akwitanii Les Esseintes plasuje się na 983. miejscu pod względem liczby ludności, natomiast pod względem powierzchni na miejscu 1420.).